# Elias Sierra
Elias Sierra-Cappelleti (* 25. August 2001 in Hasselt) ist ein belgischer Fußballspieler, der aktuell im Mittelfeld bei VVV-Venlo spielt.

## Karriere

### Verein
Sierra begann seine fußballerische Karriere bei den beiden kleineren Klubs Melosport Zonhoven und Sporting Hasselt. 2009 wechselte er in die Jugendakademie des KRC Genk. Im August 2018, an seinem 16. Geburtstag, unterschrieb er bei der Reserve des KRC Genk. Für die B-Mannschaft von Genk lief er am 19. August 2019 (1. Spieltag) das erste Mal auf. Zwei Spiele darauf traf er gegen die Reserve des RSC Anderlecht das erste Mal. Insgesamt machte er vier Spiele und zwei Tore für die Amateure des KRC Genk. Auch für die U19 kam er unter anderem in der Youth League zum Einsatz. Im Jugendteam kam er sechs Mal zum Einsatz. In der Folgesaison stand Sierra am ersten Spieltag der Saison 2020/21 der Division 1A im Kader der Profimannschaft. Am 14. September 2020 (5. Spieltag) gab er schließlich sein Debüt für die Profis bei einer 5:2-Niederlage gegen den K Beerschot VA. In Gedenken an die Klublegende Anele Ngcongca wechselte er seine Trikotnummer 16, die er in dem Spiel getragen hatte und die Ngcongca in seinen neun Jahren bei Genk getragen hatte, in die Nummer 19 um, um somit dem am 23. November 2020 Verstorbenen Respekt zu zollen. Nach seinem einen Einsatz kam Sierra zu keinem weiteren in der ersten belgischen Spielklasse.
Ende Januar 2021, kurz vor Ende des Winter-Transferfensters 2020/21, wechselte Sierra in die Eredivisie zu Heracles Almelo und unterschrieb dort einen Vertrag bis Sommer 2024. Er debütierte am 4. April 2021 (28. Spieltag) gegen die PSV Eindhoven bei einer 0:3-Niederlage, als er in der 65. Minute für Orestis Kiomourtzoglou eingewechselt wurde.
Im Sommer 2023 wechselte er zum Zweitligisten VVV-Venlo.

### Nationalmannschaft
Sierra kam bislang zu insgesamt 27 Einsätzen und einem Tor für diverse belgische Jugendnationalteams. Zuletzt war er 2020 für die U19 in einem Länderspie gegen Deutschland aktiv.